# Jan Bloudek
Jan Bloudek (* 25. září 1964 Praha) je český horolezec, ekonom a předseda Českého horolezeckého svazu. S lezením začal ve čtrnácti letech, mezi jeho koníčky patří hra na basu, potápění a fotografování.

## Výkonný výbor ČHS
Tři volební období (2003, 2009-2012, 2012-2014) byl prvním místopředsedou Českého horolezeckého svazu (pro ekonomiku), po smrti předsedy Zdeňka Hrubého v horách převzal dle stanov v srpnu 2013 jeho funkci. Předsedou ČHS byl dále zvolen pro funkční období v letech 2014-2015, 2015-2017 a 2017-2021. Od dubna 2015 je placeným předsedou ČHS na poloviční úvazek.
Jan Bloudek jako ekonom svazu a posléze ve funkci předsedy stabilizoval finanční situaci Českého horolezeckého svazu. Podle jednoho z médií je zásadním odpůrcem transparentního jednání funkcionářů a zaměstnanců. Spor o zveřejňování informací nakonec vyvrcholil podmínečným vyloučením jednoho z instruktorů a redaktora internetových stránek Horydoly.cz — Jakuba Turka, za zveřejnění smlouvy ČHS s třetí stranou.

## Výstupy v horách
- prvovýstup za Vb (VI+), Čau-chy, Kavkaz
- Chan Tengri (7 010 m n. m.) od severu
- Ferrari route, Alpamayo (5 947 m n. m.)
- American direct, 6c, Petit Dru
- Vinatzer/Messner, VI+, Marmolada
- Comici, VII-, Cima Grande
- Cordier pillar, 6a+, Grand Charmoz
- Cassin, 6a+, Piz Badille
- Another day in Paradise, 6b, Piz Badille
- Geiser-Lehmann, V+, Cengalo
- Gervasutti pillar, 6b, Mont Blanc du Tacul
- Triple Direct (Salathé/Muir/Nose), El Capitan
- Prince of Darkness, 5.10c, Red Rocks
- Diretissima, Kežmarský štít, v létě i zimě
- desítky vícedélkových cest mezi 5b a 6b na švýcarské žule kolem Furky a Grimselu, nebo na vápencových skalách u Wettersteinu a Hochkönigu

## Skály
- několik IXa, Sasko, Německo (pískovcové)
- 9- Frankenjura, Německo (vápencové)
- Männer ohne Nerven, WI 5+/6-, Pinnistal (ledolezení)